# Liste der Baudenkmäler im Wuppertaler Stadtbezirk Barmen
Die Liste der Baudenkmäler im Wuppertaler Stadtbezirk Barmen enthält die denkmalgeschützten Bauwerke auf dem Gebiet des Stadtbezirks Wuppertal-Barmen in Nordrhein-Westfalen (Stand: November 2011). Diese Baudenkmäler sind in der Denkmalliste der Stadt Wuppertal eingetragen; Grundlage für die Aufnahme ist das Denkmalschutzgesetz Nordrhein-Westfalen (DSchG NRW).

Der Stadtbezirk ist gegliedert in die Wohnquartiere: Barmen-Mitte, Friedrich-Engels-Allee, Loh, Clausen, Rott, Sedansberg, Hatzfeld, Kothen, Hesselnberg und Lichtenplatz.

## Baudenkmäler im Wuppertaler Stadtbezirk Barmen

### Barmen-Mitte
siehe Liste der Baudenkmäler im Wuppertaler Wohnquartier Barmen-Mitte

### Friedrich-Engels-Allee
siehe Liste der Baudenkmäler im Wuppertaler Wohnquartier Friedrich-Engels-Allee

### Loh
siehe Liste der Baudenkmäler im Wuppertaler Wohnquartier Loh (A–G), Liste der Baudenkmäler im Wuppertaler Wohnquartier Loh (H–Z)

### Clausen
siehe Liste der Baudenkmäler im Wuppertaler Wohnquartier Clausen

### Rott
siehe Liste der Baudenkmäler im Wuppertaler Wohnquartier Rott

### Sedansberg
siehe Liste der Baudenkmäler im Wuppertaler Wohnquartier Sedansberg

### Hatzfeld
siehe Liste der Baudenkmäler im Wuppertaler Wohnquartier Hatzfeld

### Kothen
siehe Liste der Baudenkmäler im Wuppertaler Wohnquartier Kothen

### Hesselnberg
siehe Liste der Baudenkmäler im Wuppertaler Wohnquartier Hesselnberg

### Lichtenplatz
siehe Liste der Baudenkmäler im Wuppertaler Wohnquartier Lichtenplatz